# Artena

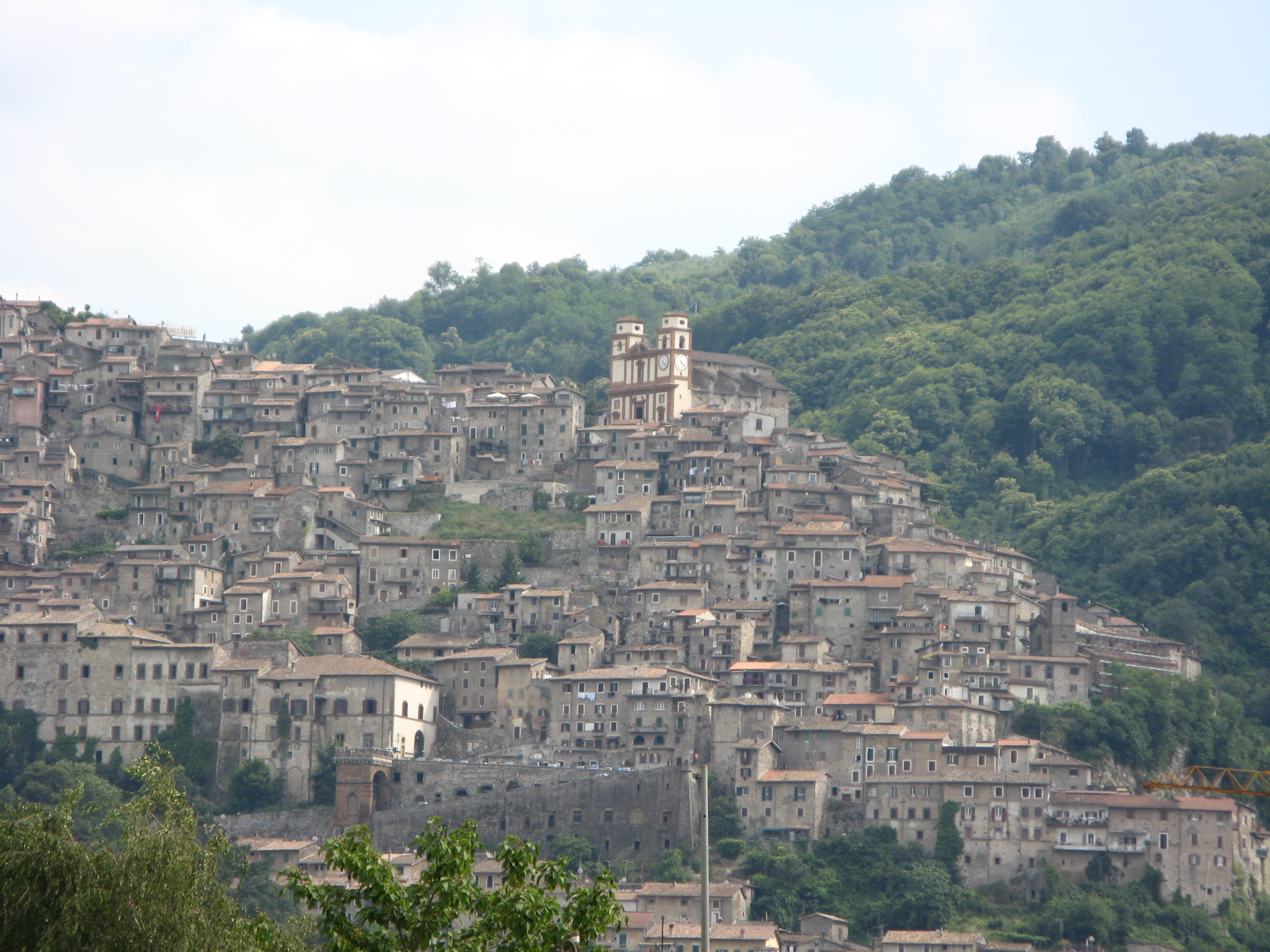
Artena

Artena ist eine italienische Gemeinde in der Metropolitanstadt Rom in der Region Latium mit 13.654 Einwohnern (Stand 31. Dezember 2023). Sie liegt 47 km südöstlich von Rom.
Artena war in der Antike eine Stadt der Volsker. In neuerer Zeit hieß die Gemeinde bis 1873 Montefortino.

## Geografie
Artena liegt am Nordabhang der Monti Lepini oberhalb des Tals des Sacco. Der Ort ist Mitglied der Comunità Montana Monti Lepini.
Zur Gemeinde gehören die Ortsteile Colubro, Macere, Maiotini, Abbazia, Selvatico und Valli.

## Bevölkerungsentwicklung
| Jahr      | 1881  | 1901  | 1921  | 1936  | 1951  | 1971  | 1991   | 2001   |
| --------- | ----- | ----- | ----- | ----- | ----- | ----- | ------ | ------ |
| Einwohner | 4.104 | 5.053 | 5.342 | 6.343 | 7.423 | 8.783 | 10.731 | 11.828 |

Quelle: ISTAT

## Politik
Felicetto Angelini (Lista Civica: Insieme) wurde am 25. Mai 2014 zum Bürgermeister gewählt und am 26. Mai 2019 im Amte bestätigt.

### Partnerstädte
- Alcalá del Río, Andalusien

## Persönlichkeiten
- Scipione Caffarelli Borghese (1577–1633), Erzbischof von Bologna, Kardinal